# Антонін Русек
Антонін Русек (чеськ. Antonín Růsek, нар. 22 березня 1999, Зноймо) — чеський футболіст, нападник клубу «Сігма» (Оломоуць) та національної збірної Чехії.
Виступав також за клуби «Зноймо» та «Збройовка».
Володар Кубка Чехії.

## Клубна кар'єра
Народився 22 березня 1999 року в місті Зноймо. Вихованець футбольної школи клубу «Збройовка». Дорослу футбольну кар'єру розпочав 2017 року в основній команді того ж клубу, в якій того року взяв участь у 3 матчах чемпіонату. 
Своєю грою за цю команду привернув увагу представників тренерського штабу клубу «Зноймо», до складу якого приєднався на умовах оренди 2017 року. Відіграв за команду зі Зноймо наступний сезон своєї ігрової кар'єри. У складі «Зноймо» був одним з головних бомбардирів команди, маючи середню результативність на рівні 0,36 гола за гру першості.
У 2018 році повернувся до клубу «Збройовка». Цього разу провів у складі його команди три сезони. Більшість часу, проведеного у складі «Збройовки», був основним гравцем атакувальної ланки команди.
До складу клубу «Сігма» (Оломоуць) приєднався 2021 року. Станом на 27 травня 2025 року відіграв за команду з Оломоуця 61 матч в національному чемпіонаті.

## Виступи за збірні
2015 року дебютував у складі юнацької збірної Чехії (U-17), загалом на юнацькому рівні взяв участь у 12 іграх, відзначившись 6 забитими голами.
2019 року залучався до складу молодіжної збірної Чехії. На молодіжному рівні зіграв в одному офіційному матчі.
2020 року дебютував в офіційних матчах у складі національної збірної Чехії.

## Титули і досягнення
- Володар Кубка Чехії (1):

«Сігма» (Оломоуць): 2024-2025